# 第八号掃海艇 (3代)
|                    |                                                              |
| 艦歴               |                                                              |
| 計画               | 昭和12年度計画（③計画）                                      |
| 起工               | 1937年12月11日                                               |
| 進水               | 1938年5月28日                                                |
| 竣工               | 1939年2月15日                                                |
| その後             | 1946年7月10日英海軍により海没処分                            |
| 除籍               | 1946年8月10日                                                |
| 性能諸元（竣工時） |                                                              |
| 排水量             | 基準：630t 公試：738t                                        |
| 全長               | 72.5m                                                        |
| 水線長             | 71.3m                                                        |
| 全幅               | 7.85m                                                        |
| 吃水               | 2.60m                                                        |
| 主缶               | ロ号艦本式罐・石炭重油混焼 2基                               |
| 機関               | 艦本式オールギヤードタービン 2基 2軸推進 3,850㏋             |
| 燃料               | 石炭 118t 重油 48t                                           |
| 速力               | 20kt                                                         |
| 航続距離           | 14ktで2,000海里                                              |
| 乗員               | 103名                                                        |
| 兵装               | 45口径三年式12cm単装砲 3基 25mm連装機銃 1基 爆雷 36個 掃海具 |

第八号掃海艇（だいはちごうそうかいてい）は、日本海軍の掃海艇。第七号型掃海艇 (3代)の2番艇。

## 艦歴
1937年（昭和12年）12月11日、浦賀船渠で起工。1938年（昭和13年）4月15日、掃海艇に類別。同年5月28日進水。1939年（昭和14年）2月15日に竣工。佐世保鎮守府籍に編入。
1939年から1940年（昭和15年）にかけて、日中戦争において華南の作戦に参加。
1941年（昭和16年）6月1日、第三艦隊第一根拠地隊に編入。同年12月8日、太平洋戦争に参加し、比島レガスビー攻略作戦に参加。以後、メナド、ケンダリー、アンボン、マカッサル、クーパンの各攻略参戦で船団護衛に従事。
1942年（昭和17年）3月10日、第二南遣艦隊第二十一特別根拠地隊に編入。同年7月25日、西部ニューギニア攻略参戦に参加。その後、トラック、パラオ方面での船団護衛、スラバヤ方面の掃海に従事。
1944年（昭和19年）8月25日から同年9月21日まで、スラバヤで入渠して整備を実施。その後、スラバヤ、アンボン、マカッサル、ボルネオ北東岸なとで船団護衛に従事した。
終戦をスラバヤで迎え、1946年（昭和21年）7月10日、シンガポールケッペル湾外でイギリス海軍により海没処分。同年6月10日に除籍。

## 歴代艇長
艤装員長
- （兼）北野亘 少佐：不詳 - 1938年11月15日[5]
- 関戸靖彦 少佐：1938年11月15日[5] -

艇長
- 関戸靖彦 少佐：1939年2月15日[6] - 1940年4月1日[7]
- 川橋秋文 少佐：1940年4月1日[7] - 1940年11月15日[8]
- 東恒次 予備大尉：1940年11月15日[9] - 1941年5月9日[10]
- 川島信 予備大尉：1941年5月9日[10] -